# Kaem-Ah
Kaem-Ah je bio drevni Egipćanin. Živio je tijekom 4. dinastije. Umro je za vrijeme vladanja faraona Kufua.

## Biografija
Kaem-Ah je bio svećenik. Imao je naslov "kraljev sin", ali nije bio biološki Kufuov sin. Taj je naslov bio počasna titula Kaem-Aha. Bio je "Najveći od Deset od Gornjeg Egipta". Pokopan je u mastabi G 1223 u Gizi.